# بهمن كياروستامي
بهمن كياروستامي (بالفارسية: بهمن کیارستمی) (و. 1978  م) هو مخرج أفلام، ومصور سينمائي، ومونتير إيراني، ولد في طهران.

## وصلات خارجية
- بهمن كياروستامي على موقع IMDb (الإنجليزية)
- بهمن كياروستامي على موقع ألو سيني (الفرنسية)
- بهمن كياروستامي على موقع أول موفي (الإنجليزية)
- بهمن كياروستامي على موقع قاعدة بيانات الأفلام السويدية (السويدية)
- بهمن كياروستامي على موقع قاعدة بيانات الفيلم (الإنجليزية)
- بهمن كياروستامي على موقع كينوبويسك (الروسية)